# Hobby horsing
El Hobby horsing es un pasatiempo con elementos gimnásticos donde se utilizan caballos de palo. Las secuencias de movimiento son similares a aquellas de las competencias de salto ecuestre o de doma clásica, estas son simulados en circuitos, sin que se utilicen caballos reales. Los participantes utilizan predominantemente caballos de palo de fabricación propia.
El deporte se introdujo a un público más alto a través de la película Keppihevosten vallankumous (Hobbyhorse Revolution) de Selma Vilhunen de 2017, el cual ganó dos premios en el Festival de Cine de Tampere de 2017.
En Finlandia, el país de donde se origina el deporte, un campeonato nacional es llevado a cabo, además de varias competencias regionales. Este deporte, al cual se le clasifica como un deporte divertido de moda, es particularmente popular entre niñas y mujeres jóvenes de edades entre 12 y 18 años y se encuentra ganando popularidad en diferentes regiones de Europa, más allá de los países nórdicos 
Si bien los jinetes de competencias de ecuestre reales pueden percibir el pasatiempo más como una actividad infantil, Fred Sundwall, el secretario general de la Federación Ecuestre de Finlandia, lo ve de manera positiva: "Creemos que es maravilloso que el Hobby Horsing se haya convertido en un fenómeno y actividad tan popular". "Le da a los niños y adolescentes que no tienen un caballo la oportunidad de interactuar con uno fuera de los establos y las escuelas de equitación".
Un artículo de 2022 en la revista británica de ecuestre  Horse & Hound dijo que en el Reino Unido el Hobby horsing se lleva a cabo ocasionalmente como un evento para la recaudación de fondos a nombre de alguna organización benéfica o algún evento de Pony Club, pero que "Probablemente es más común que las competiciones de Hobby horsing se vean más como un deporte por diversión que como un serio deporte de competición".
El deporte se ha extendido a Australia en 2016.

## Hobby horses
La mayoría de los "Hobby horses" (caballos de palo) se cosen a mano. Por lo general, están hechos de dos mitades que son parte de la cabeza, estas tienen una abertura en el lado inferior y una tira en el medio y se rellenan con lana. La cabeza está adherida en un palo, similar al mango de una escoba. Muchos jinetes de Hobby horsing aún diseñan sus caballos de juguete al estilo de los deportes ecuestres con elementos como brocas de boca, petrales, bridas, cuerdas y orejeras. 